# Luna amarga (canción)
«Luna Amarga» es una canción proveniente del tercer álbum de estudio 120Km/h, de la banda mexicana de pop punk, Allison, de esta canción proviene su primer video del disco.  